# Industrie électronique en Italie
L'industrie électrotechnique et électronique en Italie représente un secteur d'activité important de l'économie du pays. Sa période de plus grande expansion et de développement remonte aux années 1950 à 1970, au cours de laquelle, grâce à la production d'appareils électroniques grand public, électroménagers et de composants électroniques, elle s'est distinguée parmi les plus prolifiques et technologiquement avancées au niveau international.
Depuis les années 1980, elle a connu une réduction de ses effectifs en raison de la crise des marchés occidentaux, ce qui a contribué à la disparition de nombreuses entreprises du secteur et, dans une moindre mesure, au processus de délocalisation de la production vers les pays à faible coût de main d'oeuvre en déplaçant plusieurs unités de production vers les pays d'Extrême-Orient. Aujourd'hui, l'industrie électronique italienne se caractérise par la présence de petites et moyennes entreprises qui opèrent exclusivement dans le domaine professionnel des hautes technologies.

## Histoire
La fabrication de produits électrotechniques et électromécaniques en Italie est apparue dans la seconde moitié du XIXe siècle avec l'expansion industrielle et infra-structurelle du pays, ainsi qu'à la diffusion de l'électricité. La première entreprise italienne à fabriquer des produits électriques fut la société Tecnomasio Italiano de Milan, fondée en 1863, et qui, dès 1871, se spécialise dans l'électrotechnique et produit les premières dynamos, version industrielle améliorée de celle inventée par le physicien Zénobe-Théophile Gramme,. En 1877, Tecnomasio a fabriqué la première ampoule électrique italienne et, en 1884, a mis au point et produit une dynamo de type supérieur, conçue par son directeur l'Ing. Bartolomeo Cabella (it), qui a ensuite été copiée par tous les fabricants étrangers,. Dans la même période, les entreprises milanaises "Ing. Guzzi & Ravizza" et "Ing. C. Rivolta", débutent une collaboration dans la construction de machines électriques. Une contribution importante au développement des entreprises électriques en Italie a été apportée par l'invention du scientifique Galileo Ferraris qui, en 1885, a créé le moteur électrique à courant alternatif, invention qui a ouvert la voie à d'innombrables utilisations de l'énergie électrique, en particulier dans le secteur des transports. Des entreprises se sont spécialisées dans la fabrication d'isolateurs, de câbles et d'appareils de mesure. Les entreprises pionnières dans ce domaine en Italie furent les sociétés milanaises Pirelli & C. en 1872 et turinoise Virginio Tedeschi en 1888,.
À la même époque et dans cette spécialité, plusieurs entreprises sont créées comme la Società Nazionale Officine di Savigliano à Turin en 1880, la Società Italiana di Elettricità (ex Cruto) à Gênes en 1885, Volpe & Malignani à Udine en 1888, Ercole Marelli & C. à Milan en 1891, Emilio Belloni à Milan en 1891, l'Officina Elettrotecnica Ing. Morelli, Franco et Bonamico, à Turin en 1893, Einstein Garrone & C. à Pavie en 1894, Brioschi, Finzi & C. à Milan en 1896, Caramagna & C. à Turin en 1896, la Société Edison-Clerici & C. à Milan en 1897, la Società Esercizio Bacini à Gênes en 1898, les établissements électrotechniques Ansaldo & C. à Cornigliano (une division du groupe ANSALDO en 1900) et la société Stucchi & C. à Milan en 1902,,.
Certaines sociétés ont été créées avec à des capitaux étrangers. La première fut la Società Generale Italiana di Elettricità Sistema Edison en 1884, dont le président, l'Ing. Giuseppe Colombo, a conçu et construit en 1883 dans la ville de Milan, la Centrale Santa Radegonda (it), la première centrale thermoélectrique d'Europe, la troisième au monde après celles de Londres et Manhattan. Viennent ensuite des sociétés comme la Società anonima Elettricità Alta Italia de Turin créée avec la compagnie allemande Siemens & Halske en 1896, Woodhouse & Baillie Riviera Electricity Company de Bordighera avec les anglais Claude H. Woodhouse et Granville H. Baillie en 1899 et AEG-Thomson Houston Società Italiana di Elettricità, eavec les sociétés allemande AEG et française Thomson-Houston à Milan en 1904,,.
Parallèlement au développement d'une industrie nationale produisant de l'électricité et des matériels électrotechniques, se sont ajoutées, au début du XXe siècle, les nombreuses découvertes technologiques dans le domaine de l'électromagnétisme et de la radiotélégraphie, avec l'utilisation des ondes hertziennes dans lesquelles le scientifique italien Guglielmo Marconi a apporté une contribution importante, qui a joué un rôle déterminant dans l'invention de la radio. Utilisé initialement exclusivement dans le domaine militaire dans les années 1920, ce média a commencé à se répandre dans le domaine civil. En Italie, les premières émissions de radio ont été lancées en 1924 par l'Unione Radiofonica Italiana - URI (it), et en même temps par des entreprises spécialisées dans la production de systèmes de réception de signaux, de récepteurs radio et de composants, ainsi que des entreprises électromécaniques spécialisées dans ce type de matériels. L'industrie radioélectrique italienne a démarré avec de nombreuses petites entreprises avec une production semi-artisanale, car elle a du s'imposer face à la concurrence des entreprises étrangères, notamment allemandes. Le prix élevé de ces appareils les réservait aux personnes les plus riches. En 1926, le nombre d'abonnés à l'URI ne dépassait pas 27 000,. Deux ans plus tard, en 1928, l'Ente Italiano per le Audizioni Radiofoniche (EIAR) succède à l'URI et le nombre d'abonnés à la radio augmente, atteignant 242 000 en 1931.
Parmi les sociétés à capitaux entièrement italiens qui se sont spécialisées dans l'industrie radioélectrique, les plus connues étaient les sociétés milanaises Allocchio Bacchini, FIMI-Phonola, FIMM (via ses filiales Fivre et Radiomarelli), Geloso, Irradio, LESA et SAFAR, les sociétés Magnadyne et Watt Radio de Turin, Capriotti de Gênes, Ducati de Bologne, Radio IMCA d'Alexandrie et Radio Unda de Dobbiaco. D'autres fabricants importants du secteur étaient contrôlés par des sociétés étrangères, comme CGE (filiale de l'américain General Electric), Minerva Italia, Philips Italiana, La Voce del Padre et Siemens-OLAP. Totes ces entreprises étaient implantées à Milan. En 1933, le régime fasciste a créé l'Ente Radio Rurale (it), afin d'étendre l'utilisation des récepteurs radio à toutes les couches de la population, y compris les agriculteurs, à qui ils étaient vendus à un prix imposé et avec des caractéristiques standardisées. Les principales entreprises italiennes fabricant des postes de radio ont formé un consortium appelé Groupe des Fabricants d'Équipements Radio. Le projet fasciste visant à faciliter l'achat à bas prix de récepteurs radio par les citoyens les moins aisés a permis aux entreprises d'augmenter leur production et le gouvernement a constaté une nette progression du nombre d'abonnés à l'EIAR qui, en 1939 a atteint 1 149 849. Malgré cela, les entreprises italiennes n'ont pas réussi à se libérer totalement de la concurrence étrangère.
Pour les entreprises italiennes d'électronique, la seconde moitié des années 1930 est caractérisée non seulement par la production à grande échelle de postes de radio, mais aussi par les premières expériences dans le domaine de la télévision. Trois entreprises en particulier se sont lancées dans ce secteur naissant, les sociétés milanaises Allocchio Bacchini, FIMM et SAFAR, qui ont été les premières à produire les appareils de télévision en Italie. La société FIMM, dont l'activité s'est développée sous l'impulsion du physicien Francesco Vecchiacchi, directeur de son propre laboratoire, avait déjà aidé l'américain RCA. Allocchio Bacchini et SAFAR ont collaboré avec l'allemand Telefunken, un des pionniers du secteur en Europe. La société Magnadyne de Turin a construit un premier modèle de télévision en 1940. La production de masse de téléviseurs s'est développée immédiatement après la fin de la Seconde Guerre mondiale. En Italie notamment, cette période a coïncidé avec les premières émissions télévisées de la RAI.
Le nombre d'entreprises produisant des appareils de radio et de télévision qui, outre les radios et les téléviseurs, comprennent également les amplificateurs, les autoradios, les platines tourne-disques, etc. a augmenté rapidement, atteignant 136 unités en 1962, qui ont réalisé un chiffre d'affaires de 138,2 milliards de £ires et employaient 23 100 salariés.
Après la production de l'industrie électronique nationale italienne grand public et celle des composants électroniques, celle des appareils électroménagers a connu un essor notable dans la période d'après-guerre. Déjà avant le conflit, de nombreuses entreprises s'étaient spécialisées dans la production de fers à repasser et de cuisinières à gaz et, dès la fin des années 1940, elles sont passées à une production industrielle à grande échelle. En Italie, la première entreprise qui a produit des réfrigérateurs, peu avant la Seconde Guerre mondiale, à fin des années 1930, fut FIAT qui, jusqu'en 1951, a assuré 60 % de la production italienne. D'autres entreprises se sont rapidement intéressées à ce secteur porteur, notamment Ignis à Comerio, Zanussi à Pordenone et Zoppas à Conegliano, spécialisées dans les produits électroménagers blancs : cuisinières, poêles à gaz et réfrigérateurs. En 1946, la société OMEF de Monza fut la première à lancer la production de machines à laver semi-automatiques sous la marque Candy, qui devint également le nom de son entreprise,. Le boom économique a révolutionné le mode de vie et de consommation des familles italiennes. Le nombre d'entreprises italiennes produisant des réfrigérateurs est passé de 15 en 1953 à plus de 60 en 1960, celles produisant des machines à laver sont passées de 5 à 50, et le nombre de salariés du secteur est passé de 2 960 à 9 415,. Les facteurs qui ont contribué au décollage de ce secteur ont été la maîtrise de nouvelles technologies de fabrication, l'utilisation de matières premières simples produites sur place, la productivité élevée alliée à un coût maîtrisé de la main-d'œuvre, la simplification et la standardisation des produits. Le résultat a été une diminution considérable des coûts et des prix de vente. Entre 1955 et 1963, le prix de vente d'un réfrigérateur a été divisé par deux, avec pour effet une stimulation de la demande.
En 1967, l'Italie est devenue le premier producteur européen d'appareils électroménagers, le deuxième au monde après les États-Unis, et le premier en termes d'exportations a enregistré une croissance considérable de ses parts de marché en Europe,,. Entre 1950 et 1970, la production italienne d'appareils électroménagers est passée de 150 000 unités à 10,5 millions par an. La croissance de ce secteur a été du notamment, aux sociétés Ignis, Zanussi, Zoppas, Castor, Candy et Indesit.
L'expansion de l'industrie électrotechnique et électronique italienne après la Seconde Guerre mondiale a concerné en particulier les branches de l'électronique civile et professionnelle et l'électroménager, mais le développement des secteurs induits des technologies de l'information, des télécommunications et de la microélectronique a été tout aussi important. Une entreprise pionnière dans le secteur informatique a été la société piémontaise Olivetti, fondée en 1908 et principal fabricant mondial de machines à écrire, qui est entrée dans le secteur électronique dès la fin des années 1950 et a développé en 1962 le premier ordinateur entièrement à transistors de l'histoire, le fameux Olivetti Programma 101, devançant largement l'américain IBM,,. En 1971, la société Olivetti employait 73 283 salariés et réalisait un chiffre d'affaires de 465,1 milliards de £ires, est devenue l'un des principaux acteurs mondiaux dans le secteur naissant des technologies de l'information,. Dans le domaine des télécommunications, la société milanaise Telettra, fondée en 1946, principale entreprise privée spécialisée dans la conception et le développement de technologies et production d'équipements de télécommunications sur support physique et liaison radio, implantée au niveau mondial, s'est particulièrement distinguée dans les faisceaux hertziens, avec le record mondial de la plus longue liaison jamais réalisée sur 360 km entre Port Soudan et Taif en Arabie Saoudite, à travers la mer Rouge,. En 1957, les sociétés Telettra et Olivetti fondent SGS - Società Generale Semiconduttori S.p.A., qui conçoit et produit des circuits intégrés, en particulier des diodes et des transistors pour les calculatrices et les équipements de télécommunications. En 1972, SGS est absorbée par ATES - Aziende Tecniche Elettroniche del Sud S.p.A., une importante entreprise italienne de microélectronique fondée en 1959. De cette fusion est né, en 1985, le fabricant de semi-conducteurs SGS Microelettronica SpA qui intègre Thomson Semiconducteurs, une division de Thomson-CSF en 1987 pour devenir STMicroelectronics en 1998.
Dans les années 1970, l'industrie électronique italienne a montré les premiers signes de crise : les difficultés de l'électronique grand public se sont accentuées, plusieurs entreprises ont été contraintes de réduire leurs activités ou même de fermer. Au cours de la période 1968-73, le nombre d'entreprises du secteur s'est effondré, passant de 85 à 60, tout comme le nombre de salariés, ramené à 11 423. En 1971, les sociétés publiques GEPI - Società per le Gestioni e Partecipazioni Industriali SpA et SEIMART - Società Esercizio Industria Manifatture Radio Televisione SpA sont créées et reprennent les salariés des entreprises en difficulté comme INFIN-Magnadyne, LESA, Condor et DuMont Italiana. Cette situation a été affectée par la crise du marché intérieur, principalement en raison des facteurs suivants :
- saturation du marché, notamment des téléviseurs noir et blanc,
- l'échec de l'introduction de la télévision en couleurs, phénomène qui s'est également produit dans d'autres pays européens concurrents comme la France et l'Allemagne,
- échec de la mise en œuvre de la stéréo à la radio,
- qualité dépassée des émissions de radio,
- importations d'appareils de radios et d'enregistrement à bas coût d'Asie du Sud-Est et du Japon,
- forte hausse du coût de la main d'œuvre locale[35].

La production de téléviseurs, en fin d'année 1973, représentait 75% du chiffre d'affaires total du secteur, dont seulement 23% pour les téléviseurs couleur (principalement exportés). Le retard pris dans l'introduction de la télévision couleur en Italie, qui a affecté négativement les performances de son industrie électronique civile, était le résultat de conflits survenus au niveau politico-institutionnel sur le choix du système de transmission PAL ou SÉCAM. Cette innovation technologique a cependant été particulièrement combattue par Ugo La Malfa, homme politique membre du parti républicain italien, par le syndicat CGIL et FIAT, qui considéraient les dépenses pour l'achat de téléviseurs couleur comme une incitation à la consommation de luxe,,. Le constructeur automobile turinois craignait, en particulier, que l'achat de téléviseurs couleur puisse détourner les familles de l'achat de la deuxième voiture, et cette position a été exprimée à travers son quotidien, La Stampa, de manière plutôt directe, à l'époque où il lançait la petite Fiat 126, dont le prix était à peine supérieur à celui d'un téléviseur couleur. Les fabricants italiens de téléviseurs Autovox, Brionvega, IRT-FIRT, Grundig Italiana, Philips Italiana et Voxson, étaient tous favorables au système PAL. En 1975, Indesit et SEIMART ont développé et breveté un système de transmission des couleurs alternatif au PAL et au SÉCAM, appelé ISA,. Le projet ISA a été transféré à Intensa SpA, une société créée par GEPI, dans le but de regrouper toutes les entreprises italiennes fabriquant des téléviseurs,. La RAI et l'Institut Postal ont réalisé des tests sur des téléviseurs équipés du système ISA, mais le Conseil Supérieur des Télécommunications a décidé, entre temps, d'adopter le système PAL pour la télévision couleur en Italie, qui a débuté officiellement en 1977,,. Cependant, le lancement officiel des émissions en couleur par la RAI en 1977 a été décidé de manière trop rapide et trop tardive : les entreprises italiennes ont été pénalisées par les reports des années précédentes ; les dernières séries de téléviseurs en noir et blanc, devenus obsolètes, sont restées longtemps temps invendues, avant d'être exportées à bas coût vers certains pays car les fabricants italiens ne pouvaient produire que des téléviseurs couleur PAL et SECAM destinés à l'exportation. Cette situation a encore aggravé l'état de crise du secteur au début des années 1980, et une nouvelle intervention de l'État a été nécessaire. En 1982, le Ministère de l'Industrie, à la suite d'une résolution du CIPI, a créé l'institution financière REL - Ristrutturazione Elettronica S.p.A. (it), avec pour mission d'intervenir auprès des entreprises italiennes d'électronique en difficulté afin de les aider financièrement. 32 entreprises ont bénéficié de l'intervention du REL, qui employaient environ 12 500 salariés. Certaines d'entre elles ont été créées en collaboration avec des partenaires privés, tels que Hantarel, Imperial, Nuova Autovox et Sèleco. L'intervention publique de l'État italien à travers REL s'est avérée être un échec, opérationnelle jusqu'en 1992 puis dissoute. Seules 18 des 32 entreprises étaient toujours en activité. En une décennie d'activité, REL a investi 474,1 milliards de lires de fonds publics. L'industrie électronique civile italienne a été considérablement réduite et, entre les années 1990 et 2000, seules quelques entreprises ont résisté, comme Formenti et Mivar en Lombardie, Sinudyne à Bologne et Videocolor dans le Latium. Videocolor était le premier producteur européen de tubes cathodiques et Mivar, en 1999, avait le leadership du marché italien des téléviseurs avec 35%, dépassant nettement toutes les grandes marques internationales comme Philips et Sony,. Dans la période suivante, des facteurs tels que la mondialisation et la libre circulation sur le marché des biens de consommation électroniques produits en Chine et en Turquie, à des prix ultra compétitifs, a conduit à la crise et à la fermeture de ces entreprises, dont la dernière en activité a été Mivar, qui en 2013 a fabriqué les derniers téléviseurs d'une marque italienne et dotés de la technologie LED.
De la seconde moitié des années 1960 aux années 1970, l'industrie italienne des appareils électroménagers a été caractérisée par une phase de restructuration et d'ajustement, ainsi que par une saturation progressive du marché. En 1974, on comptait 114 entreprises dans ce secteur florissant qui employaient environ 48 000 salariés, soit presque le double par rapport à la décennie précédente. La capacité de production globale était en constante augmentation, atteignant 27,4 millions d'unités en 1974 pour un chiffre d'affaires de 935 milliards de £ires, consolidant ainsi sa position de premier fabricant continental du secteur. Dans le même temps, les entreprises italiennes ont connu un processus de concentration notable, qui a vu l'émergence de grands groupes comme Zanussi, Ignis, Indesit, Candy et Industrie Merloni mnotamment, qui contrôlaient 80 % du marché intérieur. Ignis est ensuite passée sous le contrôle de Philips en 1972. Zanussi, qui s'est imposée comme la première industrie nationale de l'électroménager, a racheté et absorbé d'autres entreprises du secteur comme Becchi, Castor, STICE, Zoppas et d'autres plus petites,. Candy s'était également développée en rachetant d'autres entreprises du secteur, tandis qu'Indesit avait ouvert plusieurs usines dans le Sud, tout comme Industrie Merloni de la région des Marches. En ce qui concerne les catégories de produits spécifiques, Zanussi s'est confirmé comme leader absolu du marché, devant Merloni et Ignis pour les cuisinières, Ignis et Indesit pour les réfrigérateurs, Candy et Indesit pour les machines à laver. Un petit espace de marché mais néanmoins important a vu la présence de petites et moyennes entreprises telles que Sangiorgio Elettrodomestici de La Spezia, la seule entreprise publique du secteur contrôlée par IRI - Finmeccanica, Smeg de Guastalla et OCEAN de Verolanuova,. Le secteur de l'électroménager a connu les premières difficultés sérieuses après la récession économique de 1975 qui a touché l'Occident. En Italie, l'inflation était fortes et a provoqué une contraction de la demande intérieure, qui s'est limitée, pour le secteur, au simple remplacement des appareils électroménagers. L'augmentation des importations d'appareils électroménagers à bas coût assemblés dans les pays d'Europe de l'Est, en (ex) Yougoslavie notamment, provoqua une chute significative des parts de marché des fabricants italiens en Europe,.
Dans les années 1980, les marques Indesit et Zanussi ont connu de grosses difficultés. Zanussi, qui devait racheter le suédois Electrolux en 1970, est passé sous le contrôle de la multinationale suédoise en 1984. Candy et Merloni Elettrodomestici sont restés les seuls grands fabricants italiens en activité, Candy a racheté Zerowatt tandis que Merloni a racheté le groupe Indesit,,. Les deux sociétés ont renforcé leur processus d'expansion et d'internationalisation dans les années 1990 avec le rachat d'autres sociétés et l'ouverture de nombreuses usines à l'étranger, devenant ainsi des multinationales. La grande récession de 2007-2013 a marqué le début de la période de déclin pour Candy et Indesit Company (nom du groupe Merloni à partir de 2005),.
Les autres branches de l'industrie électronique italienne ont également connu un déclin avec la fermeture de leurs entreprises dans les années 1990 et 2000, à l'exception de quelques exemples qui sont devenus excellents. En 1987, après l'absorption par SGS Microelettronica du français Thomson Semiconducteurs, une division de Thomson-CSF, est née la société SGS-Thomson qui, en 1998 a été renommée STMicroelectronics, devenue le 5e producteur mondial de semi-conducteurs, utilisés dans l'électronique grand public, l'automobile, les périphériques informatiques, la téléphonie mobile et beaucoup d'autres secteurs industriels. Les entreprises des secteurs professionnels et industriels, sont sorties quasiment indemnes de cette crise.

## La situation actuelle (2020/21)
L'industrie électronique et électrotechnique concerne environ 1 400 sociétés en Italie, dont près de 60 % sont des petites et moyennes entreprises qui emploient plus de 400 000 salariés, et constitue un secteur économique qui représente 3,4 % du PIB national italien. L'Italie est le 2e pays européen de la spécialité par son chiffre d'affaires (47 milliards €uros en 2012 passés à 92 Mds en 2022) soit 14,8 % du total européen, derrière l'Allemagne,. Selon les données publiées par l'ANIE en 2012, les dix principaux secteurs sont :
- appareils électroménagers (usage civil et professionnel) représentent 23,8 % du total,
- production d'électricité (15,9 %),
- systèmes de transmission de mouvement et de puissance (9,8 %),
- composants et systèmes pour systèmes électriques (7,3 %),
- composants électroniques (6,8 %),
- appareils d'éclairage (6,2 %),
- machines pour l'automatisation industrielle et systèmes de mesure professionnels (5,7 %),
- matériels de transport ferroviaires électriques (4,9 %),
- câbles électriques (4,7 %),
- distribution d'électricité (4 %).

En 2018, le secteur a enregistré un chiffre d'affaires cumulé de 78 milliards d'euros passé à 92 Mds en 2022, dont un tiers réalisé à l'étranger,. L'industrie électronique et électrotechnique italienne est la deuxième en Europe après l'Allemagne.